# Megafroneta
Genre
Megafroneta est un genre d'araignées aranéomorphes de la famille des Linyphiidae.

## Distribution
Les espèces de ce genre sont endémiques de Nouvelle-Zélande.

## Liste des espèces
Selon World Spider Catalog (version 23.5, 21/10/2022) :
- Megafroneta dugdalei Blest & Vink, 2002
- Megafroneta elongata Blest, 1979
- Megafroneta gigas Blest, 1979

## Systématique et taxinomie
Ce genre a été décrit par Blest en 1979 dans les Linyphiidae.

## Publication originale
- Blest, 1979 : « The spiders of New Zealand. Part V. Linyphiidae-Mynogleninae. » Otago Museum Bulletin, no 5, p. 95-173.